# Motty Steinmetz
Motty Steinmetz (Hebreeuws: מוטי שטיינמץ) (Benee Brak, 5 juli 1992) is een chassidisch Israëlisch zanger van religieuze Joodse muziek met vooral fans in de Joodse gemeenschappen in Israël en de Joodse diaspora.

## Biografie
Steinmetz is geboren op 5 juli 1992 in Benee Brak in een Vizhnitz-familie. Op zijn veertiende verhuisde zijn grootvader vanuit Antwerpen naar Israël en leert hem de traditionele Vizhnitz-melodieën die zijn muziek hebben beïnvloed. Steinmetz is ontdekt door producent en componist Ruvi Bennet die ook zijn manager werd. Steinmetz zingt religieuze liederen waarbij de liedteksten vaak direct uit religieuze teksten of gebeden zijn gehaald. Overeenkomstig met de tzniut, de chassidische zedenwetten, treedt Steinmetz nooit op voor gemixt publiek van mannen en vrouwen, zelfs wanneer beide geslachten zijn gescheiden door een afscheiding, een mechiza genoemd. In mei 2015 verloofde Steinmetz zich met de rabbijnsdochter Malcha Weisel met wie hij trouwde in oktober van datzelfde jaar. Op 12 november 2017 is hun dochter Esther geboren. In november 2017 bracht Steinmetz zijn album Haneshama Bekirbi uit De ziel in mij, hij heeft ruim vier jaar aan het album gewerkt omdat sommige opnames tot drie keer toe opnieuw zijn opgenomen.

## Discografie
- 2017 - studioalbum - הנשמה בקרבי - Haneshama Bekirbi - De ziel in mij
- 2017 - single - הנשמה בקרבי - Haneshama Bekirbi - De ziel in mij
- 2017 - single - זכור ברית - Zechor Brit - Gedenk het convenant
- 2018 - single - נפשי - Nafshi - Mijn ziel (samenwerking met Ishay Ribo)
- 2018 - single - ותערב - V'eseoriv - Betrokken zijn (samenwerking met Mordechai Ben David)